# Bubu (personaggio)
Bubu (Boo-Boo) è un personaggio immaginario dei cartoni di Hanna-Barbera, migliore amico dell'orso Yoghi e inseparabile compagno di tante avventure.

## L'amico di Yoghi
È un orso di bassa statura, di color nocciola e che indossa un papillon viola o blu. Ha un carattere moderato e un po' timido ed egli costituisce una sorta di ''coscienza'' dell'orso Yoghi, cerca quindi di dissuaderlo il più delle volte, dal compimento delle sue imprese, che nella maggior parte dei casi il ranger Smith, responsabile del Parco di Jellystone, dove essi vivono, disapproverebbe. In questo riesce con limitato successo, grazie al carisma e alla simpatia dell'orso Yoghi, il quale mantiene sempre il suo ruolo di stratega e di mente della coppia di amici, compiendo le più fantasiose avventure, spesso finalizzate a procacciare il cibo, sottraendolo dai cestini delle merende dei turisti che abitualmente visitano il parco, senza che Bubu riesca a farlo ragionare ed a farlo, quindi, desistere. L'orsetto Bubu, comunque, non disapprova Yoghi, ma dimostra una forte ammirazione verso di lui, per la sua grande intelligenza e la sua affabilità. Si limita, quindi, a seguirlo, senza prendere parte attivamente alle sue azioni, cercando di consigliarlo alla prudenza, in modo da evitare che si metta nei guai.

## Apparizioni
Fa la sua comparsa per la prima volta, nel 1958, al Braccobaldo Show (titolo originale: The Huckleberry Hound Show), serie TV di cartoni animati della Hanna & Barbera, insieme a Yoghi, anch'egli presente tra i personaggi. Nel 1961, viene dedicata una serie di cartoni animati all'orso Yoghi, L'orso Yoghi (titolo originale: The Yogi Bear Show). Rimane, da allora, inseparabile al suo fianco, in quasi tutte le serie in cui Yoghi è protagonista. Lo vediamo, quindi, nel film di animazione Yoghi, Cindy e Bubu, del 1964. Fra le altre apparizioni, è presente nel 1985 in La caccia al tesoro di Yoghi (titolo originale: Yogi's Treasure Hunt), nel 1988 in Yoghi, salsa e merende (titolo originale: The New Yogi Bear Show), quindi nel 2010 nel film L'orso Yoghi (titolo originale Yogi Bear).